# Anatolij Fomenko
Anatolij Timofejevitj Fomenko  född 13 mars 1945 i Donetsk, Ukrainska SSR, Sovjetunionen, är en rysk matematiker, professor i matematik vid Moskvauniversitetet och medlem i den ryska vetenskapsakademien. 
Sedan 1990 har han tillsammans med en yngre kollega, Gleb Nosovskij (född 1958), skrivit en lång rad böcker om "Ny kronologi". 
Nosovskij-Fomenkos böcker "History: Fiction or Science?" översattes till engelska. Böckerna säljs i stora upplagor, i synnerhet i Ryssland.